# Cor de Feijter
Cornelis Jan de Feijter (* 5. Oktober 1907 in Groede; † 6. November 1988 in Deventer) war ein niederländischer Schachkomponist. Er wurde meist Cor de Feijter genannt.
De Feijter begann 1930 mit der Schachkomposition und spezialisierte sich auf Studien mit Unterverwandlungen. Angeregt dazu wurde er durch einen zu diesem Thema im November/Dezember 1929 in der Tijdschrift van de KNSB erschienenen Artikel von August Haga. Er war von 1936 bis 1964 Sachbearbeiter der Studienkolumne in dieser Zeitschrift.
Im Zweiten Weltkrieg war de Feijter Kriegsgefangener von 1943 bis 1945 in Deutschland. Er arbeitete 28 Jahre lang bei einem Chemiker oder in einer Apotheke, bevor er 15 Jahre lang in der Tintenproduktion tätig war.

## Werke
- 80 Eindspelstudies van C. J. de Feijter. 's Gravenhage, G. B. van Goor zonen's uitgeversmij. N. V., 1938
- Jan Hendrik Marwitz; Cornelis Jan de Feijter: De Eindspelstudie. De Tijdstroom, Lochem, 1948